# Kopriva (gmina Sežana)
Kopriva – wieś w Słowenii, w gminie Sežana. W 2018 roku liczyła 176 mieszkańców.